# 410
Вижте пояснителната страница за други значения на 410.

## Събития
- На 24 август вестготският крал Аларих I превзема и ограбва три дена Рим. Причина за това става отказът на император Хонорий да приеме неговото племе като федерат.

## Починали
- Аларих I, крал на вестготите, в Калабрия, Италия